# Kichio Allen Arai

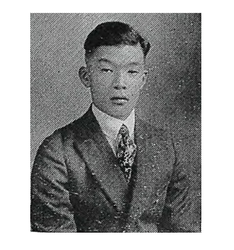
Kichio Allen Arai, 1918

Kichio Allen Arai (* 30. August 1901 in Port Blakely, Bainbridge Island, Washington; † 13. Oktober 1966 in Los Angeles, Kalifornien) war ein US-amerikanischer Architekt japanischer Abstammung. Er gilt als der erste asiatisch-amerikanische Architekt in Seattle, der Gebäude unter seinem eigenen Namen entwarf.

## Leben
Kichio Allen Arai wurde als Sohn japanischer Einwanderer in Port Blakely geboren. Die Familie zog später nach Seattle, wo Arai 1919 die Broadway High School abschloss.  Anschließend studierte er Architektur an der University of Washington und erwarb 1925 seinen Bachelor-Abschluss. 1929 setzte er sein Studium an der Harvard University fort und schloss 1930 mit einem Master in Architektur ab.
In den 1920er Jahren spielte Kichio Allen Arai semiprofessionell Baseball für den Nippon Athletic Club in Seattle.  1932 heiratete er Nobu Kawaguchi. Während des Zweiten Weltkriegs wurde er, wie viele japanischstämmige Amerikaner, in Internierungslagern festgehalten, was seine Karriere erheblich beeinträchtigte. 

## Werk
Kichio Allen Arais Architektur verbindet japanische Ästhetik mit amerikanischen Bauweisen. Er ist besonders für die Gestaltung buddhistischer Tempel im pazifischen Nordwesten der USA bekannt. Zu seinen bedeutendsten Werken zählen:
- Seattle Betsuin Buddhist Temple (1940–1941): Dieser Tempel in Seattle wurde kurz vor Arais Internierung fertiggestellt.
- Seattle Nichiren Buddhist Church (1928–1929): Ein weiterer bedeutender Tempel in Seattle, der seine Fähigkeit zeigt, religiöse Strukturen zu entwerfen.
- Torii im Seward Park aufgestellt und ist ein Beispiel für Arais Integration japanischer Elemente in den öffentlichen Raum.
- Seattle Dojo (1934): Ein Trainingszentrum für Kampfkunst in Seattle, das die kulturelle Vielfalt der Stadt widerspiegelt.
- Yakima Buddhist Bussei Kaikan (1936–1941): Ein buddhistisches Gemeindezentrum in Wapato, Washington, das die religiöse Architektur der Region bereichert.
- Idaho-Oregon Buddhist Temple (1955–1958): Dieser Tempel in Ontario, Oregon, zeigt Arais Einfluss über die Grenzen Washingtons hinaus.
- White River Buddhist Temple (1963–1964): Ein Tempel in Auburn, Washington, der Arais Engagement für die buddhistische Gemeinschaft unterstreicht.